# Château de Trancis
Le château de Trancis est un château situé en France sur la commune d'Ydes, en région Auvergne-Rhône-Alpes.

## Historique
Une maison bourgeoise est construite vers 1830, puis achetée en 1878 par l’industriel textile J. Galvaing. Entre 1909 et 1913, elle est transformée en château néo-Renaissance par l’architecte L. Raynaud et le sculpteur Émile Gourgouillon. Le parc est envisagé par les frères Treyve, paysagistes, sans que leur projet soit pleinement réalisé. Le château est converti en hôtel à partir de 1988,.

### Protection
Le château est inscrit au titre des monuments historiques par arrêté du 18 novembre 2002.

## Description
Le château, en pierre calcaire, présente une architecture néo-Renaissance de style éclectique. L’ancien corps de bâtiment est agrandi par une aile perpendiculaire, une tour d’escalier polygonale au nord et une tour-porche surmontée d’un campanile au sud. Les décors architecturaux et intérieurs, partiellement dus à Gourgouillon, reflètent le goût ostentatoire du début du XXe siècle.